# الكلية الملكية الأسترالية والنيوزيلندية للأطباء النفسيين
الكلية الملكية الأسترالية والنيوزيلندية للأطباء النفسيين (بالإنجليزية: Royal Australian and New Zealand College of Psychiatrists)‏ ( RANZCP ) هي المنظمة الرئيسية التي تمثل التخصص الطبي في الطب النفسي في أستراليا ونيوزيلندا وهي مسؤولة عن تدريب وفحص ومنح مؤهل زمالة الكلية (FRANZCP) للممارسين الطبيين. تأسست الكلية في 9 أكتوبر 1946، وحصلت على الرعاية الملكية في عام 1977.

## نبذة عنها
يوجد أكثر من 4000 زميل بالكلية يمثلون ما يقرب من 85 % من جميع الأطباء النفسيين الممارسين في أستراليا وأكثر من 50% من الأطباء النفسيين في نيوزيلندا. 
الكلية الملكية الأسترالية والنيوزيلندية للأطباء النفسيين هي تجمع رسمي للمتخصصين والمتدربين الطبيين للأغراض الأساسية التالية:[بحاجة لمصدر]
- إجراء عملية التدريب والامتحانات للتأهيل كطبيب نفسي استشاري
- يدير برنامج التطوير المهني المستمر للمهنيين الممارسين
- يعقد مؤتمرا علميا سنويا ومؤتمرات فرعية مختلفة على مدار العام
- يدعم أنشطة التعليم الطبي المستمر على المستوى الإقليمي
- ينشر مجموعة من المجلات والبيانات ووثائق السياسة الأخرى
- يتواصل مع الحكومة والمهنيين المتحالفين ومجموعات المجتمع لصالح الأطباء النفسيين والمرضى والمجتمع بشكل عام

### الرؤية
رؤية الكلية الملكية الأسترالية النيوزيلندية للأطباء النفسيين: "تعزيز الصحة العقلية لأممنا من خلال الريادة في الرعاية النفسية عالية الجودة".

## تاريخها
تأسست الجمعية الأسترالية للأطباء النفسيين في 9 أكتوبر 1946. وفي عام 1962، قررت الجمعية "اتخاذ الإجراء اللازم على الفور لتحويل الجمعية إلى كلية". وتم تأسيس الكلية الأسترالية النيوزيلندية للأطباء النفسيين بشكل رسمي في مدينة سيدني في 28 أكتوبر 1963. تم حل الجمعية الأسترالية للأطباء النفسيين بشكل رسمي في اجتماع عام خاص عقد في ملبورن في 12 أبريل 1964. انعقد الاجتماع الرسمي الأول لمجلس الكلية الجديدة في كانبرا في 25 أكتوبر 1964. وتزامن الاجتماع مع المؤتمر السنوي الأول للكلية.
حصلت الكلية الملكية الأسترالية والنيوزيلندية لعلم النفس على البادئة الملكية اعتبارا من مايو 1978. صادق اجتماع استثنائي للكلية على إدراج كلمة "رويال" في اسم الكلية في 7 مايو 1978.

## الحوكمة
يتم إدارة الكلية الملكية من قبل مجلس إدارة منتخب ديمقراطيا، بقيادة رئيس الكلية. يحكم المجلس وفقًا لنظامها.
وتضم الكلية فروع في كل ولاية وإقليم في أستراليا ونيوزيلندا. ويشمل هيكلها الإداري أيضًا الكليات والأقسام والشبكات. 

## المنشورات
تنشر RANZCP:

## التدريب
تُجري الكلية برنامج تدريبي في الطب النفسي لمرحلة الدراسات العليا في أستراليا ونيوزيلندا للحصول على زمالة الكلية، ويتطلب هذا البرنامج إشرافًا إلزاميًا من قِبل أطباء نفسيين ذوي خبرة وكفاءة، ويُجرى في مستشفيات/خدمات تدريبية معتمدة. يستغرق التدريب خمس سنوات على الأقل، يعمل خلالها المتدربون كأطباء مسجلين تحت الإشراف في المستشفيات والعيادات المجتمعية. ويكتسبون خبرة واسعة في التعامل مع جميع أنواع المشاكل النفسية، بما في ذلك مشاكل الأطفال والأسر والبالغين وكبار السن.

## الاعضاء البارزون
- ديفيد أميس
- السيدة ماري بشير
- جون كيد (رئيس، 1969-1970)
- إريك كانينغهام داكس (رئيس، 1964-1965)
- لورين دينيرشتاين
- جون دايموند
- السير ماسون دوري
- إيان هيكي
- كريستين كيلباتريك
- فيليس ليه-ماك
- باتريك ماكجوري
- أينسلي ميرز
- كريستوس بانتيليس
- جوردون باركر
- بيفرلي رافائيل
- سارة رومانز
- باتريك ف. سوليفان
- نان وادي

## روابط خارجية
- الكلية الملكية الأسترالية والنيوزيلندية للأطباء النفسيين